# ラッセ・ハルストレムがうまく言えない
『ラッセ・ハルストレムがうまく言えない』（ラッセ・ハルストレムがうまくいえない）は、日本のラジオドラマ作品。シナリオバンク、プレイワークスによるプレイワークスプロジェクトラジオドラマ第7弾。

## 概要
JFN系『円都通信 -YEN TOWN REPORT-』にて、2004年12月9日から2005年1月20日まで（TOKYO FMのみ1日早く、2004年12月8日から2005年1月19日まで）、全7話放送。2006年2月22日にはavex traxより1万枚限定でCD（CCCD仕様）が発売された。 
原題は『female,female,female』。脚本を担当した寒竹ゆりは、本作が脚本家デビュー作となる。寒竹は、本作主演の池脇千鶴が主演した映画『ジョゼと虎と魚たち』にインスパイアされシナリオを書き上げたという。
なお、作品中には冨樫義博作の漫画『HUNTER×HUNTER』が登場する。ストーリー中の時点では全20巻が発売されている。

## ストーリー
キャバクラで働く泉はある日、苫田智恵を拉致し車のトランクに監禁して逃走する。あてもなく車を走らせて着いた先は、千葉県成田市のとある小さなガソリンスタンドだった。拉致監禁がスタンド店員の町田にバレた泉は、スタンドで働く町田の婚約者・カオリを人質に取り、3人をスタンド内に監禁する。
愛情に飢えて育った泉は、幼馴染の美和と同居している。ある日泉はキャバクラで、美和が通う大学で心理学を教える助教授の苫田伯好と知り合う。ラッセ・ハルストレムの話題で心理学に興味を持つようになり、苫田が既婚者であることを知りながらも惹かれるようになる。美和が浮気をされ失意の内にいるのを尻目に、自分の恋の芽生えに泉は嬉々とする。当初は同僚の喜多見に誘われるがまま、遊び本位でキャバクラに通っていた苫田も、次第に泉に惹かれ始めるようになる。その一方、妻の智恵はアスペルガー症候群の息子・圭の常軌を逸脱した奇行に疲れ果てていた。
苫田と泉の関係を知った喜多見は、苫田に泉と別れるよう説得する。その頃、圭の奇行はますますエスカレートし、家庭のことを省みない苫田に智恵はストレスを抱えていく。そんな中、智恵は苫田と泉との関係を知る。智恵が怒りを爆発させたことにより、苫田は泉と連絡を絶つ。苫田と急に連絡が取れなくなり、苫田の所在を調べようと大学へ出向いた泉は喜多見と偶然遭遇する。連絡が取れなくなった旨を喜多見に聞かされ、激しく落ち込むも、どうしても諦められずにいる。一方、苫田は臨床心理士の資格を取ろうとするも、心理学を教える立場ながら圭をどう扱えばいいのか分からず、現実とプライドにジレンマを抱えていく。結局、嫌々ながらも智恵と一緒に圭を「田屋発達クリニック」へ連れて行く。
ある日智恵は、泉の家を探し当てて押し掛ける。激しい口論となり、感情的になった泉は、衝動で智恵を殴り気絶させ、拉致監禁に至る。苫田は、智恵が失踪し泣き叫ぶ圭をどうしていいか分からずに焦る。その時、ふと智恵の失踪に泉が関係しているのではないかと疑う。
泉は、智恵が苫田の子を妊娠していることを聞いて愕然とする。泉の私物から苫田の名刺を発見し、苫田と泉の関係を知った美和は、苫田を叱責する。
泉と智恵は、お互いの本音をぶつけ会話をする。その中で、愛されたいと思う気持ちは女である以上妻も愛人も変わりないのだと悟り、警察に出頭する。

## キャスト
- 吉川泉：池脇千鶴
- 苫田伯好：津田寛治
- 苫田智恵：滝沢涼子
- 樋口美和：前田綾花
- 田屋政夫：ムッシュかまやつ
- 喜多見洋輔：鈴木浩介
- 苫田圭：長島弘宜
- 町田：金倉浩裕
- カオリ：小出ミカ
- 大原牧人：梅田凡乃

## スタッフ
- 脚本：寒竹ゆり
- 監督：窪田崇
- 音楽：ルルティア
  - メインテーマ：ルルティア「朱雀の空」（ピアノバージョン）
  - 劇中使用曲：ルルティア「neo」「シンシア」
  - 最終話エンディングテーマ：ルルティア「maururu roa」
- プロデューサー：大作昌寿
- 制作：REALWAVE